# Candyman (rapper)

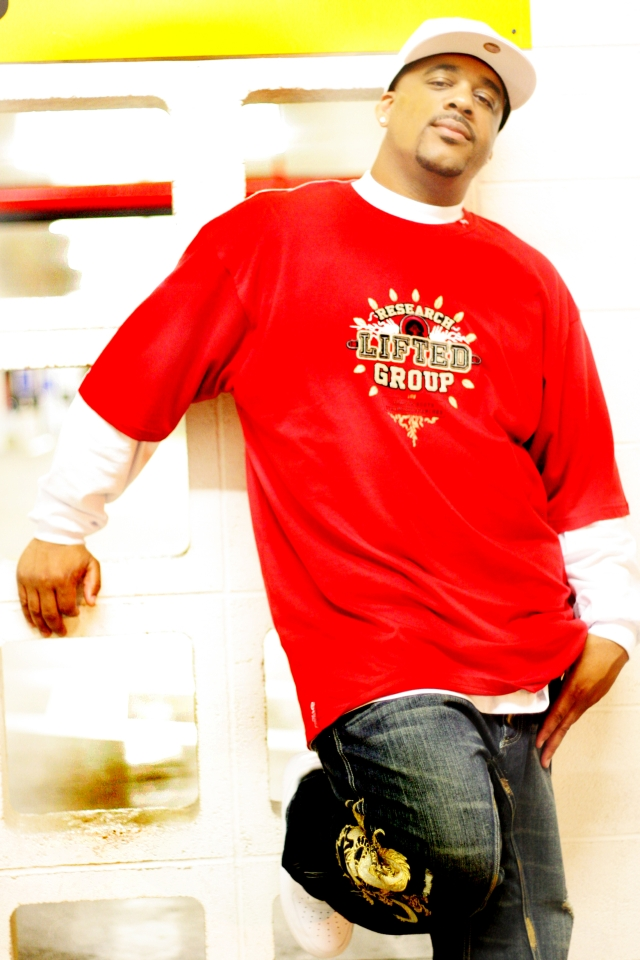
Candyman

Candell Manson, beter bekend als Candyman, (geboren 25 juni 1968) is een Amerikaanse rapper. Hij is bekend van zijn hit Knockin' boots, dat in 1991 in Nederland de nummer 1-positie haalde. Het refrein werd bovendien gebruikt in de hit Luv me, luv me, van Shaggy uit 2001.
Candyman is geboren in Los Angeles. Aanvankelijk maakte hij deel uit van de begeleidingsband van Tone Loc, een rapper die aan het einde van de jaren 1980 enkele hits scoorde. Knockin' boots uit 1991 was zijn enige hit tot dusver, alhoewel hij sindsdien nog wel enkele albums heeft uitgebracht.

## Discografie

### Albums
| Album met eventuele hitnotering(en) in de Nederlandse Album Top 100 | Datum van verschijnen | Datum van binnenkomst | Hoogste positie | Aantal weken | Opmerkingen |
| ------------------------------------------------------------------- | --------------------- | --------------------- | --------------- | ------------ | ----------- |
| Ain't No Shame In My Game                                           |                       | 23-02-1991            | 55              | 5            |             |

### Singles
| Single met eventuele hitnotering(en) in de Nederlandse Top 40 | Datum van verschijnen | Datum van binnenkomst | Hoogste positie | Aantal weken | Opmerkingen |
| ------------------------------------------------------------- | --------------------- | --------------------- | --------------- | ------------ | ----------- |
| Knockin' Boots                                                |                       | 05-01-1991            | 1(2wk)          | 14           |             |
| Melt In Your Mouth                                            |                       | 06-04-1991            | tip2            | 5            |             |

- Bibliothèque nationale de France: cb13936056t (data)
- International Standard Name Identifier: 0000 0000 5514 8863
- Library of Congress Control Number: n91118621
- MusicBrainz: fe88f5a3-7d0c-4007-9985-0eb656c3a7e4
- Virtual International Authority File: 65656033
- WorldCat: E39PBJtxbcQbDqcyp8vtT7mmVC